# 2016 w muzyce
Wydarzenia muzyczne w 2016 roku.

## Wydarzenia

### Wydarzenia na świecie
- 13 lutego – w wyniku wypadku zginęli wszyscy czterej członkowie oraz manager brytyjskiego zespołu Viola Beach[1][2]
- 25 grudnia – w katastrofie rosyjskiego samolotu Tu-154 zginęło 64 muzyków Chóru Aleksandrowa[3]

### Koncerty i festiwale w Polsce

#### Koncerty w Polsce
- 23 stycznia – Ellie Goulding, Warszawa, Hala Torwar[4]
- 2 lutego – Imagine Dragons, Łódź, Atlas Arena[5]
- 23 lutego – Ennio Morricone, Wrocław, Hala Stulecia[6]
- 4 marca – IAMX, Gdańsk, B90, ul. Doki 1[7][8]
- 5 marca – IAMX, Poznań, Eskulap, ul. Przybyszewskiego 39[7][9]
- 11 kwietnia – Mariah Carey, Tauron Arena Kraków[10]
- 14 maja – Armin van Buuren, Sopot, Gdańsk, Ergo Arena[11]
- 28 maja – Rod Stewart, Łódź, Atlas Arena[12]
- 1 czerwca – Maroon 5, Tauron Arena Kraków[13]
- 3 czerwca – The Cranberries, Arena Lublin[14]
- 25 czerwca – David Gilmour, Wrocław, plener Narodowego Forum Muzyki[15]
- 3 lipca – Anthrax i Iron Maiden, Wrocław, Stadion Miejski[16]
- 9 lipca – 27 sierpnia – Męskie Granie, Poznań, Katowice, Wrocław, Kraków, Warszawa, Żywiec[17]
- 15 lipca
  - Avicii, Gdańsk, Stadion Energa Gdańsk[18]
  - Zaz, Tauron Arena Kraków[19]
- 21 lipca – Lionel Richie, Sopot, Gdańsk, Ergo Arena[20]
- 30 lipca – koncert Wierzę w Boże Miłosierdzie, Brzegi[21]
- 2 sierpnia – Sting, Sopot, Opera Leśna[22]
- 5 sierpnia – Rihanna, Stadion Narodowy w Warszawie[23]
- 27 sierpnia – Alan Walker, Szczecin, Azoty Arena w ramach Eska Music Award
- 8 września – Kings of Leon Tauron Arena Kraków[24]
- 6 października – Bryan Adams, Łódź, Atlas Arena[25]
- 12 października – PJ Harvey, Warszawa, Hala Torwar[26][27]
- 20 października – The Cure, Łódź, Atlas Arena[28][29]
- 29 października – Placebo, Warszawa, Hala Torwar[30]
- 3 listopada – Twenty One Pilots, Warszawa, Hala Torwar[31]
- 5 listopada – Jean-Michel Jarre, Łódź, Atlas Arena[32]
- 6 listopada – Jean-Michel Jarre, Katowice, Spodek[33]
- 11 listopada
  - Justin Bieber, Tauron Arena Kraków[34][35]
  - IAMX, Warszawa, klub Palladium[36]
- 12 listopada – IAMX, Wrocław, Zaklęte Rewiry, ul. Krakowska 100[36]
- 21 listopada – Killing Joke, Kraków, Klub Studencki „Kwadrat”, ul. Skarżyńskiego 1[37][38][39]
- 27 listopada – Martin Garrix, Tauron Arena Kraków[40]
- 16 grudnia – Enrique Iglesias, Tauron Arena Kraków[41]

#### Festiwale w Polsce
- Siesta Festival VI, Gdańsk, 21–24 kwietnia[42][43]
- 52. Jazz nad Odrą, Wrocław, 26–30 kwietnia[44][45]
- 55. Festiwal Muzyczny w Łańcucie, 21–29 maja[46]
- 9. Festiwal Muzyki Filmowej w Krakowie, 24–30 maja[47]
- Life Festival Oświęcim, 16–19 czerwca[48]
- 22. Jazz na Starówce, Studio Koncertowe Polskiego Radia im. Witolda Lutosławskiego, Rynek Starego Miasta w Warszawie, 1 lipca – 27 sierpnia[49][50]
- Festiwal w Jarocinie, 7–9 lipca[51]
- XXII Przystanek Woodstock, Kostrzyn nad Odrą: 14–16 lipca[52]
- 35. Piknik Country & Folk, Mrągowo, 29–31 lipca[53]
- 46. Złota Tarka, Iława, 5–7 sierpnia[54][55]
- 71. Międzynarodowy Festiwal Chopinowski w Dusznikach-Zdroju, 5–13 sierpnia[56]
- Cieszanów Rock Festiwal, 18–21 sierpnia[57][58]
- Live Music Festival, Kraków, 19–20 sierpnia[59]
- Rawa Blues Festival, Katowice, Narodowa Orkiestra Symfoniczna Polskiego Radia, Spodek, 30 września – 1 października[60][61]
- Jazz Jamboree, Warszawa, Studio Koncertowe Polskiego Radia im. Witolda Lutosławskiego, 3–7 października[62][63]
- 15. Międzynarodowy Konkurs Skrzypcowy im. Henryka Wieniawskiego, Poznań, 8–23 października[64]
- Międzynarodowy Festiwal Producentów Muzycznych „Soundedit'16”, Łódź, 27–30 października[65]

## Zmarli
- 1 stycznia
  - Gilbert Kaplan – amerykański dyrygent, dziennikarz, przedsiębiorca (ur. 1941)[66]
  - Gilberto Mendes – brazylijski kompozytor (ur. 1922)[67]
- 2 stycznia
  - Michel Delpech – francuski piosenkarz (ur. 1946)[68]
- 3 stycznia
  - Paul Bley – kanadyjski pianista i kompozytor jazzowy (ur. 1932)[69]
  - Jason Mackenroth – amerykański perkusista (ur. 1969)[70]
- 4 stycznia
  - Johnny Rogers – angielski saksofonista jazzowy (ur. 1926)[71]
  - Robert Stigwood – australijski producent muzyczny i przedsiębiorca (ur. 1934)[72]
- 5 stycznia
  - Pierre Boulez – francuski kompozytor, dyrygent i organizator życia muzycznego (ur. 1925)[73]
  - Elizabeth Swados – amerykańska pisarka, kompozytor, muzyk i reżyser teatralny (ur. 1951)[74]
- 6 stycznia
  - Chocolate Armenteros – kubański trębacz (ur. 1928)[75]
- 7 stycznia
  - Kitty Kallen – amerykańska piosenkarka (ur. 1921)[76]
  - Andrzej Rojek – polski muzyk, wokalista i artysta kabaretowy; współzałożyciel kabaretu Kaczki z Nowej Paczki (ur. 1956)[77]
- 8 stycznia
  - Otis Clay – amerykański piosenkarz soulowy (ur. 1942)[78]
  - Red Simpson – amerykański piosenkarz country (ur. 1934)[79]
- 10 stycznia
  - David Bowie – brytyjski piosenkarz, kompozytor, autor tekstów, multiinstrumentalista, producent muzyczny, aranżer, aktor (ur. 1947)[80]
- 13 stycznia
  - Giorgio Gomelsky – brytyjski impresario, realizator i producent muzyczny (ur. 1934)[81]
- 14 stycznia
  - René Angélil – kanadyjski piosenkarz i menedżer, mąż Céline Dion (ur. 1942)[82]
  - Anna Lærkesen – duńska tancerka baletowa (ur. 1942)[83]
  - Jane Stuart Smith – amerykańska śpiewaczka operowa (sopran) (ur. 1925)[84]
- 17 stycznia
  - Blowfly – amerykański raper i wokalista, producent muzyczny (ur. 1939)[85]
  - Dale Griffin – angielski perkusista rockowy (ur. 1948)[86]
- 18 stycznia
  - Glenn Frey – amerykański gitarzysta, wokalista i kompozytor; współzałożyciel zespołu The Eagles (ur. 1948)[87]
- 20 stycznia
  - Piotr Kokosiński – polski muzyk, producent muzyczny i operator dźwięku (ur. 1966)[88]
- 21 stycznia
  - Bogusław Kaczyński – polski dziennikarz, publicysta i krytyk muzyczny, popularyzator opery, operetki i muzyki poważnej (ur. 1942)[89]
  - Mrinalini Sarabhai – indyjska tancerka (ur. 1918)[90]
- 23 stycznia
  - Jimmy Bain – szkocki basista rockowy, członek zespołów Rainbow i Dio (ur. 1947)[91]
- 24 stycznia
  - Yvonne Chouteau – amerykańska tancerka baletowa (ur. 1929)[92]
  - Paweł Wawrzyniak – polski pedagog muzyczny, akordeonista (ur. ok. 1935)[93]
- 25 stycznia
  - Denise Duval – francuska śpiewaczka operowa (sopran) (ur. 1921)[94]
- 26 stycznia
  - Black – brytyjski wokalista i kompozytor (ur. 1962)[95]
  - Dorota Gonet – polska dziennikarka muzyczna, muzykolog (ur. 1957)[96]
  - Krzysztof Krzak – polski poeta i bard (ur. 1962)[97]
- 28 stycznia
  - Signe Anderson – amerykańska wokalistka rockowa znana z zespołu Jefferson Airplane (ur. 1941)[98]
  - Paul Kantner – amerykański gitarzysta i wokalista rockowy znany z zespołu Jefferson Airplane (ur. 1941)[99]
- 29 stycznia
  - Aurèle Nicolet – szwajcarski flecista (ur. 1926)[100]
- 31 stycznia
  - Janusz Muniak – polski muzyk jazzowy, saksofonista, flecista, aranżer i kompozytor (ur. 1941)[101]
- 1 lutego
  - Jon Bunch – amerykański piosenkarz rockowy i autor piosenek (ur. 1970)[102]
  - Tadeusz Szantruczek – polski teoretyk muzyki i krytyk muzyczny (ur. 1931)[103]
- 3 lutego
  - Saulius Sondeckis – litewski dyrygent (ur. 1928)[104][105]
- 4 lutego
  - Leslie Bassett – amerykański kompozytor muzyki klasycznej (ur. 1923)[106]
  - Ulf Söderblom – fiński dyrygent (ur. 1930)[107]
  - Maurice White – amerykański piosenkarz, muzyk, producent muzyczny, aranżer i lider zespołu Earth, Wind & Fire (ur. 1941)[108]
- 6 lutego
  - Dan Hicks – amerykański piosenkarz (ur. 1941)[109]
- 8 lutego
  - Violette Verdy – francuska tancerka baletowa (ur. 1933)[110]
- 14 lutego
  - Steven Stucky – amerykański kompozytor (ur. 1949)[111]
- 15 lutego
  - Vanity – kanadyjska piosenkarka i aktorka (ur. 1959)[112]
- 16 lutego
  - Kenneth van Barthold – brytyjski pianista (ur. 1927)[113]
  - Gwyneth George – walijska wiolonczelistka (ur. 1920)[114]
- 17 lutego
  - Ray West – amerykański inżynier dźwięku nagrodzony Oskarem (ur. 1925)[115]
- 19 lutego
  - Vi Subversa – angielska gitarzystka i wokalistka anarcho-punkowego zespołu Poison Girls (ur. 1935)[116]
- 21 lutego
  - Piotr Grudziński – polski muzyk, kompozytor i instrumentalista; członek prog metalowego zespołu Riverside (ur. 1975)[117]
- 22 lutego
  - Yolande Fox – amerykańska śpiewaczka operowa, Miss Ameryki 1951 (ur. 1928)[118]
  - Sonny James – amerykański piosenkarz country (ur. 1929)[119]
- 24 lutego
  - Lennie Baker – amerykański piosenkarz i saksofonista rockowy (ur. 1946)[120]
  - Grzegorz Tusiewicz – polski krytyk jazzowy i publicysta muzyczny (ur. 1947)[121]
- 25 lutego
  - John Chilton – brytyjski trębacz jazzowy (ur. 1932)[122]
- 26 lutego
  - Eri Klas – estoński dyrygent żydowskiego pochodzenia (ur. 1939)[123]
- 28 lutego
  - Pierre Perrone – francuski dziennikarz muzyczny (ur. 1957)[124]
- 3 marca
  - John Thomas – brytyjski gitarzysta, członek grupy Budgie (ur. 1952)[125]
- 4 marca
  - Gavin Christopher – amerykański piosenkarz, autor tekstów i producent muzyczny (ur. 1949)[126]
  - Joey Feek – amerykańska piosenkarka muzyki country (ur. 1975)[127]
  - Jerzy Godziszewski – polski pianista i pedagog, profesor zwyczajny Akademii Muzycznej im. Feliksa Nowowiejskiego w Bydgoszczy (ur. 1935)[128]
- 5 marca
  - Nikolaus Harnoncourt – austriacki dyrygent specjalizujący się w wykonawstwie muzyki dawnej (ur. 1929)[129]
- 8 marca
  - George Martin – brytyjski producent muzyczny, kompozytor, dyrygent, muzyk i aranżer (ur. 1926)[130]
  - Claus Ogerman – niemiecki kompozytor (ur. 1930)[131]
- 9 marca
  - Jon English – australijski piosenkarz, kompozytor, muzyk i aktor (ur. 1949)[132]
  - Naná Vasconcelos – brazylijski perkusjonista jazzowy (ur. 1944)[133]
- 10 marca
  - Ernestine Anderson – amerykańska piosenkarka jazzowa i bluesowa (ur. 1928)[134]
  - Keith Emerson – brytyjski klawiszowiec, członek grupy Emerson, Lake and Palmer (ur. 1944)[135]
  - Gogi Grant – amerykańska piosenkarka (ur. 1924)[136]
- 12 marca
  - Tommy Brown – amerykański piosenkarz bluesowy (ur. 1931)[137]
- 14 marca
  - Peter Maxwell Davies – angielski kompozytor i dyrygent (ur. 1934)[138]
  - Beata Dąbrowska – polska dyrygent chóru, dr hab. sztuk muzycznych, profesor nadzwyczajny UMCS (ur. 1960)[139][140]
- 16 marca
  - Frank Sinatra Jr. – amerykański piosenkarz, syn Franka Sinatry (ur. 1944)[141]
- 17 marca
  - Steve Young – amerykański muzyk country (ur. 1942)[142]
- 18 marca
  - Adnan Abu Hassan, malezyjski kompozytor (ur. 1959)[143]
  - Ned Miller – amerykański piosenkarz country (ur. 1925)[144]
- 22 marca
  - Phife Dawg – amerykański raper (ur. 1970)[145]
  - Günther Theuring – austriacki dyrygent, chórmistrz, pedagog, profesor Konserwatorium Wiedeńskiego (ur. 1930)[146]
- 23 marca
  - Gegham Grigoryan – ormiański śpiewak operowy (tenor) (ur. 1951)[147]
  - Jimmy Riley – jamajski muzyk (ur. 1954)[148]
- 24 marca
  - Maggie Blye – amerykańska piosenkarka country (ur. 1942)[149]
  - Roger Cicero – niemiecki piosenkarz jazzowy (ur. 1970)[150]
- 26 marca
  - David Baker – amerykański kompozytor, dyrygent i muzyk jazzowy (ur. 1931)[151]
- 30 marca
  - Frankie Michaels – amerykański aktor i piosenkarz (ur. 1955)[152]
- 31 marca
  - Andy Newman – brytyjski muzyk i kompozytor, członek zespołu Thunderclap Newman (ur. 1942)[153]
- 2 kwietnia
  - Gato Barbieri – argentyński saksofonista jazzowy i kompozytor (ur. 1932)[154]
- 3 kwietnia
  - Don Francks – kanadyjski aktor, wokalista i muzyk jazzowy (ur. 1932)[155]
- 4 kwietnia
  - Elżbieta Dziębowska – polska muzykolog, w czasie II wojny światowej harcerka i łączniczka w batalionie „Parasol”, uczestniczka Akcji Kutschera (ur. 1929)[156]
  - Carlo Mastrangelo – amerykański piosenkarz (ur. 1937)[157]
  - Gétatchèw Mèkurya – etiopski saksofonista jazzowy (ur. 1935)[158]
  - Royston Nash – angielski dyrygent (ur. 1933)[159]
- 5 kwietnia
  - Elsie Morison – australijska śpiewaczka operowa (sopran) (ur. 1924)[160]
- 6 kwietnia
  - Dennis Davis – amerykański perkusista rockowy[161]
  - Merle Haggard – amerykański tekściarz, wokalista, gitarzysta i skrzypek country (ur. 1937)[162]
  - Leon Haywood – amerykański piosenkarz funk, soul i R&B (ur. 1942)[163]
- 9 kwietnia
  - Tony Conrad – amerykański awangardowy artysta wizualny, eksperymentalny filmowiec, muzyk, kompozytor, artysta dźwiękowy, pedagog i pisarz (ur. 1940)[164]
- 11 kwietnia
  - Emile Ford – brytyjski piosenkarz (ur. 1937)[165]
- 12 kwietnia
  - Alan Loveday – brytyjski skrzypek (ur. 1928)[166]
- 13 kwietnia
  - Mariano Mores – argentyński kompozytor i pianista tanga argentyńskiego (ur. 1918)[167]
  - Jeremy Steig – amerykański flecista jazzowy (ur. 1942)[168]
- 15 kwietnia
  - Guy Woolfenden – angielski kompozytor i dyrygent (ur. 1937)[169]
- 18 kwietnia
  - Brian Asawa – amerykański śpiewak operowy (kontratenor) (ur. 1966)[170]
- 19 kwietnia
  - Richard Lyons – amerykański muzyk awangardowy (ur. 1959)[171]
- 20 kwietnia
  - Victoria Wood – angielska aktorka komediowa, piosenkarka i autorka piosenek, scenarzysta i reżyser (ur. 1953)[172]
- 21 kwietnia
  - Lonnie Mack – amerykański piosenkarz i gitarzysta stylów rock, blues i country (ur. 1941)[173]
  - Prince – amerykański muzyk (ur. 1958)[174]
- 22 kwietnia
  - Ojārs Grīnbergs – litewski piosenkarz (ur. 1942)[175]
- 24 kwietnia
  - Billy Paul – amerykański wokalista soulowo-jazzowy (ur. 1934)[176]
  - Papa Wemba – kongijski piosenkarz i kompozytor (ur. 1949)[177]
- 25 kwietnia
  - Marek Górski – polski piosenkarz i kompozytor związany z nurtem muzyki disco polo, lider zespołu kabaretowego Antoś Szprycha (ur. 1959)[178]
- 29 kwietnia
  - Dmytro Hnatiuk – ukraiński śpiewak operowy (baryton), pedagog (ur. 1925)[179]
- 2 maja
  - Paul McDowell – angielski aktor i puzonista jazzowy, muzyk zespołu The Temperance Seven (ur. 1931)[180]
- 4 maja
  - Ursula Mamlok – amerykańska kompozytorka awangardowa i pedagog pochodzenia niemieckiego (ur. 1923)[181]
- 5 maja
  - Isao Tomita – japoński muzyk, kompozytor, multiinstrumentalista, twórca muzyki elektronicznej (ur. 1932)[182]
- 7 maja
  - John Stabb – amerykański muzyk punkowy, wokalista zespołu Government Issue (ur. 1961)[183]
- 11 maja
  - Maria Morbitzer – polska śpiewaczka operowa (ur. 1913)[184]
  - Joe Temperley – szkocki saksofonista jazzowy (ur. 1929)[185]
- 12 maja
  - Maria Czubaszek – polska pisarka i satyryk, autorka tekstów piosenek, scenarzystka, felietonistka, dziennikarka (ur. 1939)[186]
  - Julius La Rosa – amerykański piosenkarz (ur. 1930)[187]
- 13 maja
  - Buster Cooper – amerykański puzonista jazzowy (ur. 1929)[188]
- 15 maja
  - Jane Little – amerykańska kontrabasistka (ur. 1929)[189]
  - Marlene Marder – szwajcarska gitarzystka punkowa, muzyk grupy Liliput (ur. 1954)[190]
- 16 maja
  - Emilio Navaira – amerykański piosenkarz i gitarzysta country (ur. 1962)[191]
- 17 maja
  - Guy Clark – amerykański muzyk country i folk (ur. 1941)[192]
- 19 maja
  - John Berry – amerykański gitarzysta, współzałożyciel zespołu Beastie Boys (ur. 1963)[193]
- 21 maja
  - Nick Menza – amerykański perkusista rockowy, muzyk zespołu Megadeth (ur. 1964)[194]
- 23 maja
  - Tadeusz Sikora – polski nauczyciel, kompozytor, autor i tłumacz pieśni religijnych, działacz społeczny oraz kościelny (ur. 1928)[195][196]
- 24 maja
  - Tadeusz Grudziński – polski dyrygent i kierownik orkiestr (ur. 1937)[197]
- 25 maja
  - Juliusz Loranc – polski kompozytor, aranżer i pianista (ur. 1937)[198]
  - Piotr Wrzosowski – polski wokalista i gitarzysta rockowy (ur. 1963)[199]
- 31 maja
  - Corry Brokken – holenderska wokalistka (ur. 1932)[200]
- 1 czerwca
  - Janusz Ekiert – polski muzykolog, krytyk muzyczny, publicysta, popularyzator muzyki i wiedzy o muzyce (ur. 1931)[201]
- 3 czerwca
  - Dave Swarbrick – brytyjski skrzypek folkowy i folkrockowy (ur. 1941)[202]
- 4 czerwca
  - Phyllis Curtin – amerykańska śpiewaczka operowa (sopran) (ur. 1921)[203]
- 5 czerwca
  - Norbert Łaciński – polski dziennikarz, popularyzator muzyki (ur. 1973)[204]
- 9 czerwca
  - J. Reilly Lewis – amerykański organista i dyrygent chóru (ur. 1944)[205]
- 11 czerwca
  - Christina Grimmie – amerykańska piosenkarka (ur. 1994)[206]
  - Alberto Remedios – brytyjski śpiewak operowy (tenor) (ur. 1935)[207]
- 13 czerwca
  - Anahid Ajemian – amerykańska skrzypaczka pochodzenia ormiańskiego (ur. 1924)[208]
  - Oleg Karawajczuk – rosyjski kompozytor i pianista (ur. 1927)[209]
  - Chips Moman – amerykański producent muzyczny, gitarzysta i autor tekstów (ur. 1937)[210]
- 14 czerwca
  - Henry McCullough – północnoirlandzki muzyk rockowy; gitarzysta, wokalista i autor tekstów (ur. 1943)[211]
- 15 czerwca
  - Ladislav Kupkovič, słowacki kompozytor i dyrygent (ur. 1936)[212]
- 16 czerwca
  - Charles Thompson – amerykański pianista i kompozytor jazzowy (ur. 1918)[213]
- 17 czerwca
  - Peter Feuchtwanger – niemiecki pianista, kompozytor i pedagog muzyczny (ur. 1930)[214]
  - Prince Be – amerykański muzyk hip-hop (ur. 1970)[215]
- 20 czerwca
  - Grzegorz Bałdych – polski gitarzysta jazzowy, kompozytor i autor tekstów (ur. 1987)[216][217]
- 21 czerwca
  - Karl Dallas – brytyjski muzyk folkowy, dziennikarz, pisarz, dramaturg, działacz pokojowy, producent muzyczny i telewizyjny (ur. 1931)[218]
  - Wayne Jackson – amerykański trębacz rhythm and bluesowy (ur. 1941)[219]
  - Harry Rabinowitz – brytyjski dyrygent i kompozytor muzyki filmowej (ur. 1916)[220]
- 22 czerwca
  - Mike Hart – brytyjski piosenkarz i autor piosenek (ur. 1943)[221]
  - Amjad Sabri – pakistański muzyk qawwali (ur. 1970)[222]
- 23 czerwca
  - Ralph Stanley – amerykański muzyk bluegrassowy grający na banjo (ur. 1927)[223]
- 24 czerwca
  - Bernie Worrell – amerykański klawiszowiec i kompozytor (ur. 1944)[224]
- 27 czerwca
  - Pelle Gudmundsen-Holmgreen – duński kompozytor (ur. 1932)[225]
  - Mack Rice – amerykański piosenkarz i autor piosenek (ur. 1933)[226]
- 28 czerwca
  - Scotty Moore – amerykański gitarzysta rock’n’rollowy, grający z Elvisem Presleyem (ur. 1931)[227]
- 29 czerwca
  - Włodzimierz Obidowicz, polski pianista, profesor (ur. 1930)[228]
  - Wasyl Slipak – ukraiński śpiewak operowy (ur. 1974)[229]
  - Rob Wasserman – amerykański basista (ur. 1952)[230]
- 30 czerwca
  - Don Friedman – amerykański pianista jazzowy (ur. 1935)[231]
- 5 lipca
  - Alirio Díaz – wenezuelski gitarzysta klasyczny, kompozytor (ur. 1923)[232]
- 9 lipca
  - Maralin Niska – amerykańska śpiewaczka operowa (ur. 1926)[233]
- 14 lipca
  - Ivan Bootham – nowozelandzki pisarz, nowelista, kompozytor, poeta (ur. 1939)[234]
- 15 lipca
  - Charles Davis – amerykański saksofonista i kompozytor jazzowy (ur. 1933)[235]
- 16 lipca
  - Bonnie Brown – amerykański muzyk country (ur. 1938)[236]
  - Alan Vega – amerykański piosenkarz punkrockowy, muzyk grupy Suicide (ur. 1938)[237]
  - Claude Williamson – amerykański pianista jazzowy (ur. 1926)[238]
- 17 lipca
  - Gary S. Paxton – amerykański producent muzyczny (ur. 1939)[239]
  - Fred Tomlinson – brytyjski piosenkarz i kompozytor (ur. 1927)[240]
- 19 lipca
  - Tamás Somló – węgierski wokalista, muzyk i kompozytor, lider Locomotiv GT (ur. 1947)[241]
- 24 lipca
  - Marni Nixon – amerykańska sopranistka (ur. 1930)[242]
- 26 lipca
  - Hiroko Nakamura – japońska pianistka, pedagog muzyczny (ur. 1944)[243]
  - Sandy Pearlman – amerykański producent i menadżer muzyczny, poeta, autor tekstów piosenek (ur. 1943)[244]
- 27 lipca
  - Einojuhani Rautavaara – fiński kompozytor muzyki klasycznej (ur. 1928)[245]
- 28 lipca
  - Tadeusz Górny – polski dziennikarz, działacz i publicysta jazzowy, flecista (ur. 1941)[246]
- 30 lipca
  - Gloria DeHaven – amerykańska aktorka i piosenkarka (ur. 1925)[247]
- 1 sierpnia
  - Andre Hajdu – izraelski kompozytor (ur. 1932)[248]
- 2 sierpnia
  - Ryszard Ulicki – polski polityk, dziennikarz, poeta i autor tekstów piosenek (ur. 1943)[249]
- 3 sierpnia
  - Ricci Martin – amerykański aktor i piosenkarz, syn Deana Martina (ur. 1953)[250]
- 4 sierpnia
  - Patrice Munsel – amerykańska śpiewaczka operowa (sopran) (ur. 1925)[251]
- 6 sierpnia
  - Pete Fountain – amerykański klarnecista jazzowy (ur. 1930)[252]
  - József Laux – węgierski perkusista, muzyk Omegi i Locomotiv GT (ur. 1943)[253]
  - Jan Nowowiejski – polski pianista, organista, klawesynista i pedagog (ur. 1933)[254]
- 9 sierpnia
  - Pádraig Duggan – irlandzki muzyk folkowy (ur. 1949)[255]
  - Leszek Mazepa – polski muzykolog (ur. 1931)[256]
- 10 sierpnia
  - Iris Kells – brytyjska śpiewaczka operowa (sopran) (ur. 1923)[257]
- 11 sierpnia
  - Glenn Yarbrough – amerykański piosenkarz folkowy (ur. 1930)[258]
- 13 sierpnia
  - Connie Crothers – amerykańska pianistka jazzowa (ur. 1941)[259]
- 14 sierpnia
  - Neil Black – angielski oboista (ur. 1932)[260]
  - James Woolley – amerykański keyboardzista rockowy, muzyk zespołu Nine Inch Nails (ur. 1966)[261]
- 15 sierpnia
  - Bobby Hutcherson – amerykański wibrafonista jazzowy (ur. 1941)[262]
- 19 sierpnia
  - Lou Pearlman – amerykański menedżer muzyczny (ur. 1954)[263]
  - Horacio Salgán – argentyński pianista i kompozytor tanga (ur. 1916)[264]
  - Derek Smith – brytyjski pianista jazzowy (ur. 1931)[265]
- 20 sierpnia
  - Daniela Dessì – włoska śpiewaczka operowa (sopran) (ur. 1957)[266]
  - Irving Fields – amerykański pianista i kompozytor (ur. 1915)[267]
  - Matt Roberts – amerykański gitarzysta rockowy, muzyk zespołu 3 Doors Down (ur. 1978)[268]
  - Tom Searle – brytyjski muzyk rockowy, gitarzysta zespołu Architects (ur. 1987)[269]
- 21 sierpnia
  - Headley Bennett – jamajski saksofonista reggae i ska (ur. 1931)[270]
- 22 sierpnia
  - Gilli Smyth – brytyjska poetka, kompozytorka, wokalistka grupy Gong (ur. 1933)[271]
  - Toots Thielemans – belgijski muzyk jazzowy, harmonijkarz, gitarzysta i kompozytor (ur. 1922)[272]
- 25 sierpnia
  - Rudy Van Gelder – amerykański inżynier dźwięku (ur. 1924)[273]
- 28 sierpnia
  - Juan Gabriel – meksykański piosenkarz, aktor i producent muzyczny (ur. 1950)[274]
- 30 sierpnia
  - Halina Łukomska – polska śpiewaczka operowa (sopran) (ur. 1929)[275]
- 1 września
  - Fred Hellerman – amerykański muzyk folkowy; piosenkarz, gitarzysta i autor tekstów (ur. 1927)[276].
  - Kacey Jones – amerykańska piosenkarka country, autorka tekstów i satyryk (ur. 1950)[277]
- 2 września
  - Jerry Heller – amerykański menedżer muzyczny i biznesmen (ur. 1940)[278]
- 3 września
  - Nora York – amerykańska piosenkarka, kompozytorka, performerka (ur. 1956)[279]
- 4 września
  - Nowiełła Matwiejewa – rosyjska pieśniarka, pisarka, poetka, scenarzystka, autorka sztuk teatralnych, literaturoznawczyni (ur. 1934)[280]
- 6 września
  - Lewis Merenstein – amerykański producent muzyczny (ur. 1934)[281]
- 8 września
  - Johan Botha – południowoafrykański śpiewak operowy (tenor) (ur. 1965)[282]
  - Prince Buster – jamajski muzyk (ur. 1938)[283]
- 16 września
  - January Christy, właśc. Krestini Anggraini Wiradisuria – indonezyjska piosenkarka jazzowa (ur. 1958)[284]
- 20 września
  - Janusz Kozłowski – polski kontrabasista jazzowy (ur. 1941)[285]
- 21 września
  - John D. Loudermilk – amerykański piosenkarz i gitarzysta country (ur. 1934)[286]
  - Jan Stęszewski – polski muzykolog i etnomuzykolog (ur. 1929)[287]
- 24 września
  - Buckwheat Zydeco – amerykański akordeonista gatunku zydeco i rhythm and blues (ur. 1947)[288]
- 25 września
  - Kashif – amerykański multiinstrumentalista, piosenkarz, kompozytor, autor piosenek i producent muzyczny (ur. 1956)[289]
  - Zygmunt Pietrzak – polski działacz kulturalny, popularyzator muzyki, kawaler orderów (ur. 1935)[290]
  - Jean Shepard – amerykańska piosenkarka country (ur. 1933)[291]
  - Rod Temperton – angielski kompozytor (ur. 1949)[292][293]
- 30 września
  - Oscar Brand – amerykański muzyk folkowy (ur. 1920)[294]
- 2 października
  - Joan Marie Johnson – amerykańska piosenkarka girls bandu The Dixie Cups (ur. 1944)[295]
  - Neville Marriner – brytyjski dyrygent i skrzypek (ur. 1924)[296]
  - Thomas Round – angielski śpiewak operowy i aktor (ur. 1915)[297]
- 3 października
  - Marek Dagnan – polski literat, poeta, prozaik i autor tekstów piosenek (ur. 1937)[298][299]
- 7 października
  - Anne Pashley – brytyjska lekkoatletka sprinterka, olimpijka, śpiewaczka operowa (ur. 1935)[300]
- 8 października
  - Don Ciccone – amerykański piosenkarz pop, muzyk zespołu The Critters (ur. 1946)[301]
  - Stanisław Sieruta – polski śpiewak i tancerz ludowy (ur. 1935)[302]
- 9 października
  - Angus Grant – szkocki muzyk folkowy (ur. 1967)[303]
  - Michiyuki Kawashima – japoński muzyk i wokalista, członek duetu Boom Boom Satellites (ur. 1969)[304]
- 11 października
  - Peter Reynolds – walijski kompozytor muzyki klasycznej (ur. 1958)[305]
- 12 października
  - Robert Bateman – amerykański piosenkarz R&B, autor piosenek, producent muzyczny (ur. 1936)[306]
- 15 października
  - Marian Machura – polski kompozytor i organista (ur. 1933)[307][308]
- 16 października
  - Maciej Elert – polski dziennikarz i muzyk (ur. 1935)[309][310]
- 18 października
  - Phil Chess – amerykański producent muzyczny (ur. 1921)[311]
  - Mike Daniels – brytyjski trębacz jazzowy (ur. 1928)[312]
- 19 października
  - Yvette Chauviré – francuska tancerka baletowa (ur. 1917)[313]
  - Romuald Miazga – polski dyrygent, chórmistrz, pedagog muzyczny (ur. 1928)[314]
- 22 października
  - Barry Socher – amerykański skrzypek i kompozytor (ur. 1947)[315]
- 23 października
  - Pete Burns – brytyjski piosenkarz i autor tekstów piosenek, wokalista i frontman popularnej w latach osiemdziesiątych grupy pop disco Dead or Alive (ur. 1959)[316]
  - Jimmy Perry – brytyjski aktor, kompozytor i scenarzysta (ur. 1923)[317]
- 24 października
  - Eugeniusz Rudnik – polski kompozytor współczesny, inżynier elektronik i reżyser dźwięku (ur. 1932)[318]
  - Bobby Vee – amerykański piosenkarz (ur. 1943)[319]
- 26 października
  - Pinise Saul – południowoafrykańska wokalistka jazzowa (ur. 1944)[320]
- 27 października
  - Bobby Wellins – szkocki saksofonista jazzowy (ur. 1936)[321]
- 29 października
  - Roland Dyens – tunezyjski gitarzysta (ur. 1955)[322]
- 30 października
  - Tammy Grimes – amerykańska aktorka i piosenkarka (ur. 1934)[323]
  - Curly Putman – amerykański piosenkarz country, autor tekstów (ur. 1930)[324]
- 1 listopada
  - Edward Forski – polski organista, honorowy obywatel miasta Strzegomia[325]
  - Bap Kennedy – irlandzki piosenkarz (ur. 1962)[326]
  - Pocho La Pantera – argentyński piosenkarz (ur. 1950)[327]
- 2 listopada
  - Bob Cranshaw – amerykański basista jazzowy (ur. 1932)[328]
- 3 listopada
  - Kay Starr – amerykańska piosenkarka (ur. 1922)[329]
- 4 listopada
  - Eddie Harsch – kanadyjski klawiszowiec i basista rockowy, muzyk zespołu The Black Crowes (ur. 1957)[330]
  - Jean-Jacques Perrey – francuski twórca muzyki elektronicznej (ur. 1929)[331]
  - Janusz Stefański – polski perkusista jazzowy, kompozytor, pedagog (ur. 1946)[332]
- 6 listopada
  - Zoltán Kocsis – węgierski pianista, kompozytor i dyrygent (ur. 1952)[333]
- 7 listopada
  - Leonard Cohen – kanadyjski poeta, pisarz i piosenkarz (ur. 1934)[334]
  - Jimmy Young – angielski prezenter radiowy i piosenkarz (ur. 1921)[335]
  - Janusz Żełobowski – polski śpiewak operetkowy (tenor) (ur. 1932)[336]
- 9 listopada
  - Al Caiola – amerykański gitarzysta (ur. 1920)[337]
- 11 listopada
  - Ray Singleton – amerykańska wokalistka, producentka i autorka tekstów piosenek (ur. 1937)[338]
- 13 listopada
  - Leon Russell – amerykański muzyk country (ur. 1942)[339]
- 14 listopada
  - Holly Dunn – amerykańska piosenkarka country (ur. 1957)[340]
  - David Mancuso – amerykański DJ (ur. 1944)[341]
- 15 listopada
  - Mose Allison – amerykański pianista i piosenkarz jazzowy (ur. 1927)[342]
  - Jules Eskin – amerykański wiolonczelista, muzyk Bostońskiej Orkiestry Symfonicznej (ur. 1931)[343]
  - Milt Okun – amerykański piosenkarz, aranżer, dyrygent i producent muzyczny (ur. 1923)[344]
- 16 listopada
  - Mentor Williams – amerykański piosenkarz country (ur. 1946)[345]
- 18 listopada
  - Sharon Jones – amerykańska piosenkarka soul (ur. 1956)[346]
- 21 listopada
  - Jean-Claude Risset – francuski kompozytor muzyki elektronicznej (ur. 1938)[347]
  - Michał Żarnecki – polski operator i reżyser dźwięku (ur. 1946)[348]
- 22 listopada
  - Teresa Głąbówna – polska skrzypaczka, profesor zwyczajny Akademii Muzycznej w Krakowie (ur. 1953)[349]
- 23 listopada
  - Piotr Poźniak – polski muzykolog (ur. 1939)[350]
- 24 listopada
  - Colonel Abrams – amerykański muzyk, wokalista, kompozytor, tancerz i aktor (ur. 1949)[351]
  - Pauline Oliveros – amerykańska akordeonistka i kompozytorka (ur. 1932)[352]
- 25 listopada
  - Russell Oberlin – amerykański śpiewak operowy (kontratenor) (ur. 1928)[353][354]
- 27 listopada
  - Marcin Babko – polski dziennikarz i krytyk muzyczny, animator kultury (ur. 1975)[355][356]
  - Johnny P. – amerykański piosenkarz (ur. 1965)[357]
- 28 listopada
  - Mark Tajmanow – rosyjski pianista i szachista (ur. 1926)[358]
- 1 grudnia
  - Micky Fitz – brytyjski wokalista punk, muzyk zespołu The Business (ur. 1959)[359]
- 3 grudnia
  - Herbert Hardesty – amerykański saksofonista i trębacz jazzowy (ur. 1925)[360]
- 4 grudnia
  - Radim Hladík – czeski gitarzysta i kompozytor (ur. 1946)[361]
- 7 grudnia
  - Greg Lake – brytyjski basista, gitarzysta, wokalista rockowy, członek zespołów: King Crimson i Emerson, Lake and Palmer (ur. 1947)[362]
- 11 grudnia
  - Valerie Gell – brytyjska gitarzystka rhythm and blues, współzałożycielka żeńskiej grupy The Liverbirds (ur. 1945)[363]
  - Bob Krasnow – amerykański wydawca muzyczny (ur. 1934)[364]
  - Joe Ligon – amerykański piosenkarz gospel (ur. 1936)[365]
  - Esma Redżepowa – macedońska piosenkarka, kompozytorka (ur. 1943)[366]
- 12 grudnia
  - Jim Lowe – amerykański piosenkarz (ur. 1923)[367]
- 13 grudnia
  - Janusz Chmielewski – polski tancerz i choreograf; kierownik artystyczny Zespołu Pieśni i Tańca „Kielce” (ur. 1936)[368]
  - Waldemar Lech – polski gitarzysta, członek zespołu Mr. Zoob (ur. 1959)[369]
- 14 grudnia
  - Karel Husa – amerykański kompozytor i dyrygent czeskiego pochodzenia (ur. 1921)[370]
  - Päivi Paunu – fińska piosenkarka (ur. 1946)[371]
  - Wojciech Jan Śmietana – polski śpiewak (ur. 1933)[372][373]
- 15 grudnia
  - Fran Jeffries – amerykańska piosenkarka, tancerka, aktorka i modelka (ur. 1937)[374]
  - Dave Shepherd – angielski klarnecista jazzowy (ur. 1929)[375]
  - Bohdan Smoleń – polski aktor, piosenkarz komediowy, artysta kabaretowy (ur. 1947)[376]
- 16 grudnia
  - Michał Bristiger – polski muzykolog, krytyk muzyczny, popularyzator muzyki, publicysta (ur. 1921)[377]
- 18 grudnia
  - Stanisław Malikowski – polski oboista, pedagog (ur. 1939)[378]
  - Léo Marjane – francuska piosenkarka (ur. 1912)[379][380]
- 19 grudnia
  - Andrew Dorff – amerykański muzyk country, autor tekstów (ur. 1976)[381]
- 21 stycznia
  - Anna Iżykowska-Mironowicz – polska konsultantka muzyczna, pedagog (ur. 1938)[382][383]
- 23 grudnia
  - Heinrich Schiff – austriacki wiolonczelista, dyrygent (ur. 1951)[384]
  - Stasiek Wielanek – polski piosenkarz, kompozytor, multiinstrumentalista, zbieracz folkloru miejskiego (ur. 1949)[385]
- 24 grudnia
  - Philip Cannon – brytyjski kompozytor i pedagog (ur. 1929)[386]
  - Rick Parfitt – brytyjski gitarzysta, wokalista, członek zespołu Status Quo (ur. 1948)[387]
- 25 grudnia
  - Walerij Chaliłow – rosyjski kompozytor (ur. 1952)[388]
  - George Michael – brytyjski piosenkarz, producent i kompozytor (ur. 1963)[389]
  - Alphonse Mouzon – amerykański perkusista jazzowy (ur. 1948)[390]
- 27 grudnia
  - Leon Tadeusz Błaszczyk – polski filolog klasyczny, muzykolog oraz historyk sztuki i kultury (ur. 1923)[391]
  - Wacław Kułakowski – polski muzykant ludowy, wileński cymbalista (ur. 1923)[392]
- 28 grudnia
  - Pierre Barouh – francuski aktor, piosenkarz, kompozytor  i autor tekstów (ur. 1934)[393]
  - Debbie Reynolds – amerykańska aktorka, piosenkarka i tancerka (ur. 1932)[394]
- 30 grudnia
  - Allan Williams – angielski biznesmen, pierwszy menadżer The Beatles (ur. 1930)[395]

## Albumy
| Data wydania            | Tytuł albumu                                                            | Główny wykonawca       |
| ----------------------- | ----------------------------------------------------------------------- | ---------------------- |
| 1 stycznia(dts) br      | Wildfire                                                                | Rachel Platten         |
| 8 stycznia(dts) br      | Blackstar                                                               | David Bowie            |
| 15 stycznia(dts) br     | Anarchytecture                                                          | Skunk Anansie          |
| 15 stycznia(dts) br     | Death of a Bachelor                                                     | Panic! at the Disco    |
| 22 stycznia(dts) br     | Nowy album                                                              | Kombi                  |
| 29 stycznia(dts) br     | This Is Acting                                                          | Sia                    |
| 29 stycznia(dts) br     | Nine Track Mind                                                         | Charlie Puth           |
| 5 lutego(dts) br        | ANTI                                                                    | Rihanna                |
| 5 lutego(dts) br        | Evol                                                                    | Future                 |
| 12 lutego(dts) br       | Ułamek tarcia                                                           | Kaliber 44             |
| 14 lutego(dts) br       | The Life of Pablo                                                       | Kanye West             |
| 26 lutego(dts) br       | Karabin                                                                 | Maria Peszek           |
| 26 lutego(dts) br       | Życie po śmierci                                                        | O.S.T.R.               |
| 26 lutego(dts) br       | I Like It When You Sleep, for You Are So Beautiful Yet So Unaware of It | The 1975               |
| 4 marca(dts) br         | Lanberry                                                                | Lanberry               |
| 25 marca(dts) br        | The Black                                                               | Asking Alexandria      |
| 15 kwietnia(dts) br     | Bang!                                                                   | Reni Jusis             |
| 15 kwietnia(dts) br     | The Hope Six Demolition Project                                         | PJ Harvey              |
| 15 kwietnia(dts) br     | Dotykaj                                                                 | Rezerwat               |
| 15 kwietnia(dts) br     | Miłość i władza                                                         | Lady Pank              |
| 23 kwietnia(dts) br     | Lemonade                                                                | Beyoncé                |
| 29 kwietnia(dts) br     | Views                                                                   | Drake                  |
| 6 maja(dts) br          | Safehaven                                                               | Tides From Nebula      |
| 6 maja(dts) br          | Nasz film                                                               | Antek Smykiewicz       |
| 8 maja(dts) br          | A Moon Shaped Pool                                                      | Radiohead              |
| 13 maja(dts) br         | Thank You                                                               | Meghan Trainor         |
| 13 maja(dts) br         | Long Shadows                                                            | John Illsley           |
| 20 maja(dts) br         | Dangerous Woman                                                         | Ariana Grande          |
| 27 maja(dts) br         | 7/27                                                                    | Fifth Harmony          |
| 3 czerwca(dts) br       | TAPE                                                                    | Mark Forster           |
| 10 czerwca(dts) br      | Wrong Crowd                                                             | Tom Odell              |
| 17 czerwca(dts) br      | Sex Club                                                                | Kofi                   |
| 17 czerwca(dts) br      | #1                                                                      | Monika Lewczuk         |
| 21 czerwca(dts) br      | Efekt ostatniej płyty                                                   | One Million Bulgarians |
| 1 lipca(dts) br         | Szklany sen                                                             | Sylwia Lipka           |
| 12 lipca(dts) br        | DAMN.                                                                   | ReTo                   |
| 5 sierpnia(dts) br      | Unleashed                                                               | Skillet                |
| 12 sierpnia(dts) br     | SremmLife 2                                                             | Rae Sremmurd           |
| 26 sierpnia(dts) br     | Glory                                                                   | Britney Spears         |
| 26 sierpnia(dts) br     | The Wrong Kind of War                                                   | Imany                  |
| 2 września(dts) br      | Everything Is Burning (Metanoia Addendum)                               | IAMX                   |
| 2 września(dts) br      | Bastet                                                                  | Cleo                   |
| 16 września(dts) br     | Mount Ninji and Da Nice Time Kid                                        | Die Antwoord           |
| 16 września(dts) br     | B3                                                                      | Beata Kozidrak         |
| 22 września(dts) br     | Fusionland                                                              | Tomasz Łosowski        |
| 30 września(dts) br     | Forever Child                                                           | Agnieszka Chylińska    |
| 7 października(dts) br  | Gitarą i piórem 4                                                       | różni wykonawcy        |
| 7 października(dts) br  | Przeciwności                                                            | Szymon Chodyniecki     |
| 7 października(dts) br  | Revolution Radio                                                        | Green Day              |
| 21 października(dts) br | You Want It Darker                                                      | Leonard Cohen          |
| 21 października(dts) br | Siesta XII                                                              | różni wykonawcy        |
| 21 października(dts) br | Joanne                                                                  | Lady Gaga              |
| 21 października(dts) br | Less is More                                                            | Lost Frequencies       |
| 28 października(dts) br | Powrót do korzeni                                                       | Mesajah                |
| 28 października(dts) br | Can't Touch Us Now                                                      | Madness                |
| 28 października(dts) br | Natinterpretacje                                                        | Natalia Szroeder       |
| 28 października(dts) br | Lady Wood                                                               | Tove Lo                |
| 3 listopada(dts) br     | Marmur                                                                  | Taco Hemingway         |
| 4 listopada(dts) br     | Ponad wszystko                                                          | Ewelina Lisowska       |
| 4 listopada(dts) br     | Duety                                                                   | Krzysztof Krawczyk     |
| 10 listopada(dts) br    | Świątecznie...                                                          | Stanisława Celińska    |
| 11 listopada(dts) br    | 57th & 9th                                                              | Sting                  |
| 18 listopada(dts) br    | 24K Magic                                                               | Bruno Mars             |
| 18 listopada(dts) br    | Na skos                                                                 | Izabela Trojanowska    |
| 23 listopada(dts) br    | Zmiana planu                                                            | Red Lips               |
| 25 listopada(dts) br    | Tamta dziewczyna                                                        | Sylwia Grzeszczak      |
| 25 listopada(dts) br    | Starboy                                                                 | The Weeknd             |
| 25 listopada(dts) br    | Kolędy przy kominie                                                     | Pectus                 |
| 25 listopada(dts) br    | The Best                                                                | Feel                   |
| 2 grudnia(dts) br       | Awaken, My Love!                                                        | Childish Gambino       |
| 9 grudnia(dts) br       | Stoney                                                                  | Post Malone            |
| 9 grudnia(dts) br       | Lost on You                                                             | LP                     |
| 13 grudnia(dts) br      | Good7uck                                                                | ReTo                   |

Inne albumy z 2016 r., dla których brak informacji o dokładnej dacie wydania:
- Muzyka ulicy muzyka dla mas vol. 4 – album kompilacyjny

## Nagrody
- 21 kwietnia – Fryderyki 2016[472]
- 14 maja – 61. Konkurs Piosenki Eurowizji – Dżamała „1944”[473]
- 10 czerwca – Grand Prix Jazz Melomani 2015, Łódź[474]
- 15 września – ogłoszenie zwycięzcy Mercury Prize 2016 – Skepta za album Konnichiwa[475]
- 13 października – Nagroda Nobla w dziedzinie literatury – Bob Dylan[476]
- 27 października – Mateusze Trójki 2016[477]
  - Muzyka Rozrywkowa – Wydarzenie – Martyna Jakubowicz
  - Muzyka Rozrywkowa – Całokształt – Marek Karewicz
  - Muzyka Jazzowa – Całokształt – Michał Urbaniak
  - Muzyka Jazzowa – Wydarzenie – Paweł Kaczmarczyk
  - Muzyka Rozrywkowa – Debiut – Julia Pietrucha i Kortez
- 20 listopada – Konkurs Piosenki Eurowizji dla Dzieci 2016 wygrana „Mzeo” Mariam Mamadaszwili (Gruzja)
- 27 listopada – Konkurs Polskiej Piosenki Filmowej KamerTon 2016